# Dirt deflector
Een dirt deflector is een aparte kunststof of rubber spatlap aan de onderzijde van de stroomlijnkuip van een motorfiets om de laarzen van de berijder schoon en droog te houden.